# Джийн Ганг
Джийн Ганг (на английски: Jeanne Gang) е американска архитектка.
Родена е на 19 март 1964 година в Белвидиър, щата Илинойс. Завършва архитектура в Илинойския университет (1986), а през 1993 година защитава магистратура в Харвардския университет. Работи известно време за „Офис фор Метрополитан Аркитекчър“ в Ротердам, а през 1997 година основава собствено архитектурно бюро, което скоро става известно с проектите на редица обществени сгради в района на Чикаго. Международна известност получава с небостъргача „Акуа“, сочен за един от образците на съвременната архитектура.

## Почетни докторати
- Почетен доктор на Чикагския институт за изкуства, 2013
- Почетен доктор на Колумбовия колеж в Чикаго, 2014 [2]
- Почетен доктор по изящни изкуства на Университета на Илинойс в Ърбана-Шампейн, 2024 [3][4]

## Проекти
- Център за наука, образование и иновации „Ричард Гилдър“ към Американския музей за естествена история
- Високият 363 м небостъргач „Сейнт Реджис Чикаго“, който все още е най-високата сграда в света, проектирана от жена
- Небостъргачът „Акуа“, който е най-високата сграда в света, проектирана от жена, преди построяването на „Сейнт Реджис Чикаго“
- Алея в Зоологическата градина на „Линкълн парк“ в Чикаго
- Заслон на алея в Зоологическата градина на „Линкълн парк“ в Чикаго
- Небостъргач „Фолсъм №1“ в Сан Франциско